# Hebius sanguineum
Espèce
Synonymes
- Natrix sanguinea Smedley, 1931
- Amphiesma sanguineum (Smedley, 1931)

Statut de conservation UICN

 LC  : Préoccupation mineure
Hebius sanguineum est une espèce de serpents de la famille des Natricidae. 

## Répartition
Cette espèce est endémique de l’État de Pahang en Malaisie péninsulaire,.

## Description
L'holotype de Hebius sanguineum mesure 475 mm dont 82 mm pour la queue.

## Étymologie
Son nom d'espèce, du latin sanguineum, « sanguin », lui a été donné en référence à sa livrée rouge cramoisi.

## Publication originale
- Smedley, 1932 "1931" : Amphibians and reptiles from the Cameron Highlands, Malay Peninsula. Bulletin of the Raffles Museum, Singapore, vol. 6, p. 105-123 (texte intégral).